# 徳川家茂付き大奥女中
徳川家茂付き大奥女中（とくがわいえもちつき おおおくじょちゅう）では、江戸幕府14代将軍徳川家茂に仕えた大奥女中を詳述する。なお紹介は史料上の最終役職順で羅列する。

## 上臈御年寄
万里小路（までのこうじ）
飛鳥井（あすかい、1818年 - 1888年）は、幕末の江戸幕府大奥女中。平松時門の娘。宿元は三枝靭負。
徳川家定の世子時代から上臈御年寄として西の丸に仕え、嘉永6年（1853年）家定が将軍となると本丸に移る。安政5年（1858年）家定が没すると、継いで将軍となった家茂付きの上臈御年寄筆頭となった。文久3年（1863年）11月隠居。慶応2年（1866年）家茂が没すると出家した。
花園（はなぞの、生没年不詳）は、幕末の江戸幕府大奥女中。宿元は本多主殿正。
出身は京都。上臈御年寄は公家の娘を出自とすることが多いので、花園も同様と思われる。文久2年（1862年）14代将軍徳川家茂の正室として下降した和宮に従って江戸城に入り、家茂の上臈御年寄を勤めた。文久3年（1863年）他の大奥女中らとともに大奥を解雇され、京都へ戻った。

## 御年寄
瀧山（たきやま）
| スタブアイコン | サブスタブ | この項目は、まだ閲覧者の調べものの参照としては役立たない、人物に関連した書きかけの項目です。この項目を加筆・訂正などしてくださる協力者を求めています（P:人物伝/PJ:人物伝）。 |